# Formación shotgun

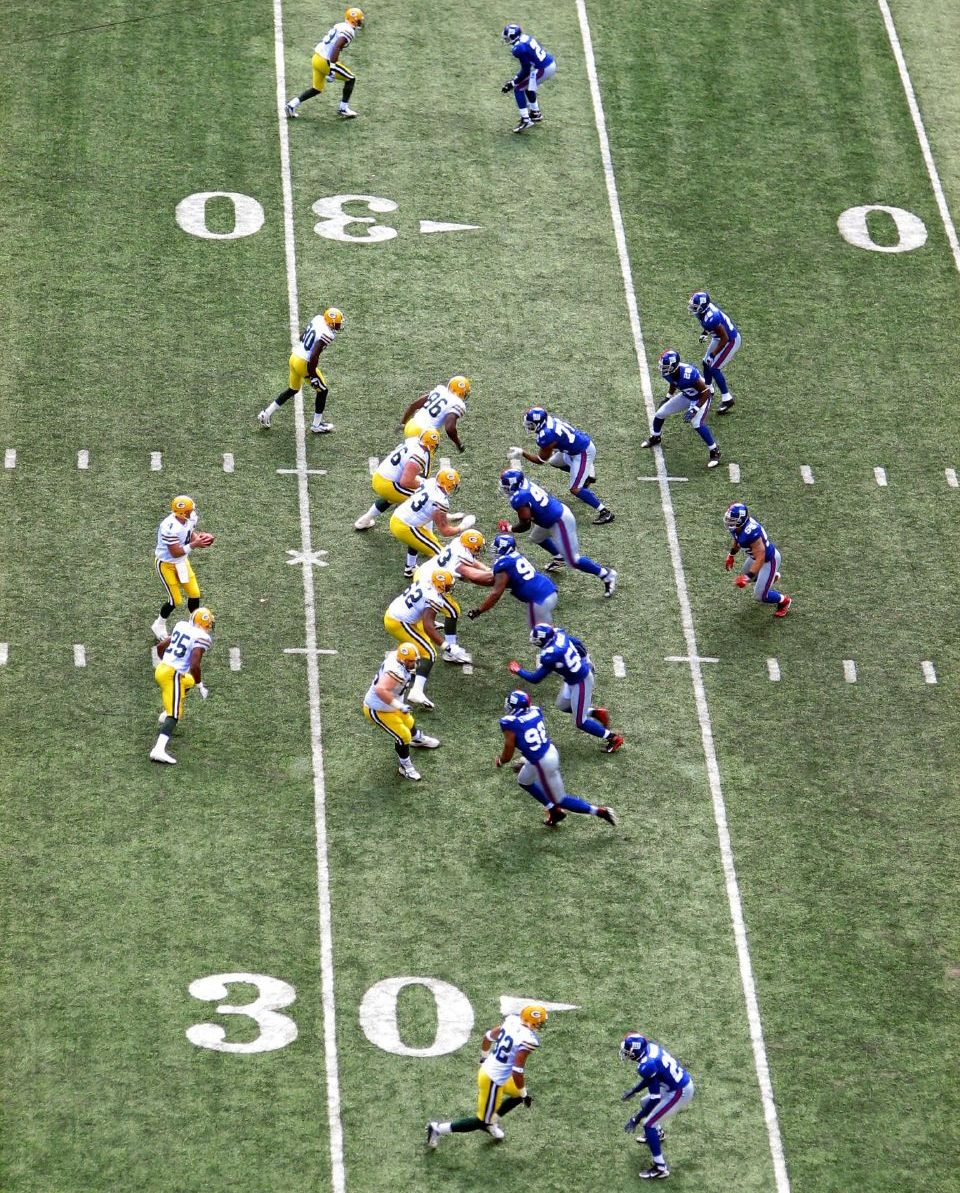
Los Green Bay Packers (izquierda) en formación shotgun en un partido en contra de los New York Giants en 2007.

La formación shotgun o formación escopeta es una formación de fútbol americano para jugadas de pase principalmente pero puede usarse en jugadas de acarreo, en la cual el mariscal de campo se para 1.5 o 2 metros detrás del centro de la línea de golpeo antes del snap. 
La formación escopeta permite al mariscal de campo observar la defensa mientras se mantiene atrás de la línea de golpeo.
La formación de escopeta es usada en jugadas de pase (aproximadamente un 60% de jugadas), y por lo regular es usada para pases cuya finalidad es el de ganar gran cantidad de yardas. Una gran variedad de jugadas usan la formación escopeta. 
Muchas de las jugadas son enviadas para ganar gran cantidad de yardas, tales como slants, seams, ins, outs, y fades, una variación de esta formación puede servir para engañar a las defensas con jugadas cortas tales como drawns, screens, y jugadas de opción.

## Historia
La formación escopeta fue inventada por el entrenador en jefe de los San Francisco 49ers Red Hickey, siendo esta una nueva versión de una antigua formación usada en los años sesenta, es una variación de la formación doble wing B de Pop Warner, que fue creada para la Universidad de Stanford treinta años antes, también es una variación de la formación de patada corta que ha sido usada por una buena cantidad de equipos alrededor de los años.

## Primeros juegos
La primera vez que el equipo San Francisco 49ers usó esta formación fue el 27 de noviembre de 1960, en un juego contra los entonces Baltimore Colts (ahora llamado Indianapolis Colts), Hickeys había estudiado la excelente formación de pase defensivo de los Potros, así que en la preparación de su juego hizo que los centrales lanzaran snaps hacia los quarterbacks de siete yardas al fondo desde el centro, el pensó que no solo los mariscales tendrían más tiempo para lanzar sus pases si no que también podría confundir la defensiva rival. 
El marcador del partido fue un contundente 30-22 contra la gran defensa de los Potros. El ataque de los 49ers era coordinado por el tercer mariscal de campo Bob Waters ya que tuvo que reemplazar a John Brodie que se lesionó al comienzo del partido; este a su vez reemplazaba al "Salón de la Fama" Y. A. Tittle, el mariscal de campo destacado de los 49ers. Lo que realmente impresionó a los Potros fue la habilidad de jugadas de carrera que presentaba la formación escopeta, con esta formación San Francisco ganó 3 de los 4 juegos finales con John Brodie como mariscal inicial. Él se ganó el apodo de "el hombre que presiona el gatillo de la escopeta".
En 1961, los 49ers contrataron al novato Bill Kilmer para como tercer mariscal, así que con estos hombres Kilmer, Brodie y Waters, Hickey creó gran cantidad de jugadas, una para cada mariscal.
Los 49ers, con sus tres mariscales de campo en su formación escopeta, consiguieron una marca de 4-1 con impresionantes derrotas de 49-0 sobre los Leones de Detroit y 35-0 sobre los Carneros de Los Ángeles. Sin embargo el linebacker de los Osos encontró una debilidad de la formación y empezó a entrar a través del centro. Este partido fue ganado por 31-0 por los Osos.

## En la actualidad

Diagrama de la Formación Shotgun.

Después de este juego desastroso Hickey creyó que la formación escopeta estaba muerta y la retiró. Sin embargo muchos años después la formación regresó cuando Tom Landry y los Vaqueros de Dallas  refinaron y añadieron una versión de la escopeta a su estrategia ofensiva.

## Shotgun option
Esta es una jugada que empieza con la formación escopeta, la línea deja al tackle defensivo derecho sin bloqueo, y el mariscal de campo debe leer que es lo que el defensa va a hacer antes de tomar una decisión. Si el defensa toma el señuelo el mariscal finge un handoff y avanza con el balón hacia la derecha.
Si el defensa no toma el señuelo el balón se le es dado al fullback que va lejos del tackle derecho.